# 米津政饒
米津 政饒（よねきつ まさあつ）は、江戸時代後期の出羽国長瀞藩の世嗣。

## 略歴
文政12年（1829年）、桑名藩主・松平忠翼の六男として誕生した。正室は堀親寚娘。
長瀞藩2代藩主・米津政懿の養子となったが、家督を継ぐことはなかった。
天保14年（1843年）、死去。